# Kenya (stripreeks)
Kenya is een stripreeks bedacht door de van oorsprong Braziliaanse striptekenaar en scenarioschrijver Léo en scenarioschrijver Rodolphe en getekend door Léo. Het verhaal speelt zich af in Kenia in de jaren kort na de Tweede Wereldoorlog. Van de serie verschenen vijf delen in het Nederlands bij uitgeverij Dargaud. In 2012 werd de hele serie integraal uitgebracht.

## Verhaal
Aan de basis van de serie Kenya ligt een oude legende dat er in de uitlopers van de Kilimanjaro, dingen verborgen liggen, zo oud als de wereld zelf. Deze dingen zijn gruwelijk en mogen niet verstoord worden, zoals sommige uitgestorven dieren. Hoofdpersoon in de reeks is Katherine Austin die in 1947 in Kenya arriveert om daar als schooljuf te gaan werken. Het is een avonturenstrip die bol staat van mysterieuze gebeurtenissen.

## Albums
| Nummer | Titel          | Verschenen | Uitgeverij |
| ------ | -------------- | ---------- | ---------- |
| 1      | Verschijningen | 2001       | Dargaud    |
| 2      | Ontmoetingen   | 2003       | Dargaud    |
| 3      | Hallucinaties  | 2004       | Dargaud    |
| 4      | Interventies   | 2006       | Dargaud    |
| 5      | Illusies       | 2008       | Dargaud    |